# ヘルタ・ハンメルバッハー
ヘルタ・ハンメルバッハー（Herta Hammerbacher 、 Herta Fernanda Conradine Hammerbacher ,  1900年12月2日ミュンヘン生まれ - 1985年5月25日 シュタルンベルク近くのニーダーペッキングで死去）は、ドイツのランドスケープアーキテクト。一方でベルリン工科大学で20年以上教鞭をとった。

## 人生と仕事
大学院教授のエンジニア兼経済学者であるJohannes Hammerbacherと、妻のLouise、nee Freiin von Feilitzschの娘として生まれ、ニュルンベルクで育つ。 1910年、家族はベルリンに移り、ベルリン-ヴィルマースドルフにあった女子リセウムセシリエンシューレに進学。
1917年に彼女はブルテンバッハで庭師として見習いを始め、1918年から1919年までポツダム-サンスーシ宮殿の庭園で見習いを続けた。この間彼女は庭師のカール・フェルスターに会う。彼の庭のデザインアイデアも彼女に影響を与えた。1920年代と1930年代にフェルスターとその妻エヴァ、ランドスケープアーキテクトのヘルマン・マッターンとガーデンアーキテクトのウォルター・ファンケ、ヘルマン・ゴリッツ、カール＝ハインツ・ハニッシュ、リチャード・ハンセン、ゴットフリート・キューン、アルフレッド・ライヒとベルトルト・Korting らの「ボルニマーサークル」と呼ばれる会に属していた 
1919年から1920年まではガルツ（オーデル）のヘルウィッグ苗床で働き、ヴォルフガング・シャデヴァルトに出会う。シャデヴァルトは彼女にギリシャのヒューマニズムを紹介した。その後、ボーデン湖エリアに移り、1920年から1924年までさまざまな会社で働き、一方で短編小説も書き、リンダウオーケストラ「シンポジウム」に参加しては初めてヴァイオリンとヴィオラを演奏した。
1924年、彼女はベルリン-ダーレムの園芸高等教育研究所（LuFA）で勉強を始めた。1926年に彼女は州認定の園芸技術者として試験に合格した。1926年から1928年まで、彼女はベルリン-バウムシューレンヴェークにあるSpäth'schenBaumschulenwegの庭園設計部門で園芸技術者として働いていた 。当時ヨーロッパで最大の苗床にいたこの時期は、彼女の回顧展で特に重要視された。なぜなら、そこから彼女はすでに外からの注文を独立して取り扱うことができたからである 
1928年、彼女はウルリッヒ・フォルフ（Ulrich Wolf）、クルト・ロレンセン（Kurt Lorenzen）そしてマッターンらとその後20年間続いたワーキンググループを結成。草本の多年生植物の育種家との長い共同作業を開始。また、1928年に彼女はマッターンと結婚。彼らの娘のMerete Mattern （1930–2007）は後に建築家となり、時には母親と一緒に生態系の土着問題に取り組んだ。
その後二人は結婚生活7年後に離婚し、夫婦生活は終わりをつげる。
ハンメルバッハーはその後エゴン・アイアーマン（カート・ディエンストバッハがその別荘である屋外エリア設計を担当   ）や、オットー・フォン・エストルフとゲルハルト・ウィンクラーら、多くの有名な建築家とともにランドスケープアーキテクトとして働いていた。ポツダム地域で形作られた1930年代のカントリーハウススタイルを手がける建築家の庭だけでなく、彼女は後にピーター・ペルツィヒ、エゴン・アイエルマン、リチャード・ノイトラ等の建築家とも協働した。画家ヴィンセント・パイパーのNikolassee庭園はペルツィヒと一緒に計画。ベルリンで彼女自身が手がけた庭には、彼女のデザインスタイルの特性例としての役割を果たしていく。そして彼女はナチス時代にドイツの特定イデオロギー的な影響力を、自然主義的庭園の設計への概念に導入し開発した庭園家ウィリー・ランゲの影響を受けており、風景の一部として庭を解釈し、アンフォーマルなデザインと、いわゆる在来植物の活用を推進していた。土地固有の松や樫の木を保持し、間にスペースを入れても野生の草を播種させ、野生のバラ、イチイ、hornbeamsなどから他の在来種も活用し植えさせていったことで知られる。
1946年以降はベルリンで市議会議員邸を手がけていたハンス・シャロウンとも協働。シャロウンとの接触は、庭を設計していたローバウのハウス・シュミンケ邸の建設中のことで、シャロウンの勧めで1946年に彼女は再開されたベルリン工科大学で景観と庭園デザインの講師に就任した。1950年から教授となり1969年に引退するまでつとめあげ、彼女は1969年4月、名誉教授となった。
設計した美しい庭園を次々手がけて彼女は1950年代と1960年代には旧西ドイツでのオープンスペースデザイン・スタイルを形作っていった。彼女は単独でまたは共同にてベルリンで、たとえばツェーレンドルフ森林墓地の庭園、ベルリン工科大学の北エリア、またメッセ・ベルリン電波塔のサマーガーデンなど、約3,500もの民間および公共プロジェクトに従事。ベルリン工科大学の屋外エリアや、ダーレムのピュックラー通りにある今日のスウェーデン大使公邸であるヴィラエーレンフーヒトの庭園など、彼女が設計した10の庭園が文化遺産保護制度のもとで文化遺産とされている  
この間彼女は1955年にカッセル連邦ガーデン展一等賞を含め、多くの賞を受賞。1985年、バイエルン美術アカデミーからフリードリッヒルードヴィッヒフォンスケルリングオブオナーを授与。

## 出版物
- 青少年むけの建物や学校の緑地：新しいドイツでの計画と建設。ケルン/オプラデン1960。 Pp.451-456。
- 病院の緑地と庭園：新しいドイツでの計画と建設。ケルン/オプラデン1960。 Pp.485-488。

## Webリンク
- ベルリン工科大学の125年の記念出版物の伝記
- Entwürfe und Projekte von Herta Hammerbacher

## 典拠
1. ↑  Der Bornimer Kreis auf der Website der Karl-Förster-Stiftung für angewandte Vegetationskunde. (Abgerufen im Juli 2014.)
2. ↑  Herta Hammerbacher auf der Website der Karl-Förster-Stiftung für angewandte Vegetationskunde. (Abgerufen im Juli 2014.)
3. ↑  Das Frauenporträt: Professor Herta Hammerbacher vom 12. September 1957, auf zeit.de
4. ↑  Go Jeong-Hi (2006). Herta Hammerbacher (1900-1985): Virtuosin der Neuen Landschaftlichkeit : der Garten als Paradigma. Univerlagtuberlin. ISBN 9783798320130
5. ↑  Pücklerstrasse 42-43, abgerufen am 2. April 2017
6. ↑  Landesdenkmalamt Berlin: Garten des Hauses Ehrenfeucht, abgerufen am 2. April 2017